# Мирзов, Резиуан Мухамедович
Резиуа́н Мухаме́дович Ми́рзов (род. 22 июня 1993, Баксан, Кабардино-Балкария) — российский футболист, крайний полузащитник.

## Клубная карьера

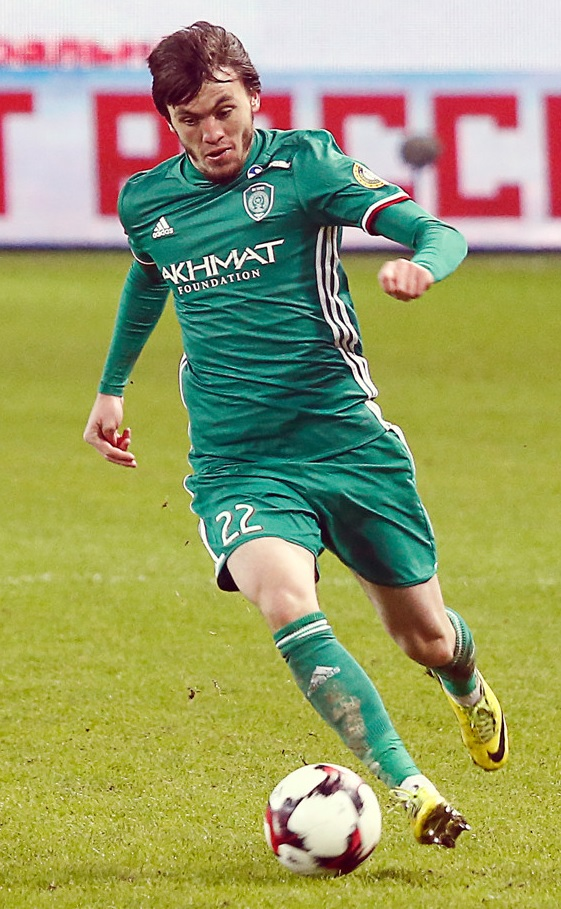
Резиуан Мирзов в составе «Ахмата» в 2016 году

### Ранние годы
Начал заниматься футболом в ДЮСШ «Эльбрус» Нальчик, позднее стал игроком системы главного клуба города, «Спартака». В его составе провёл только одну игру, а потом отправился в клуб второго дивизиона, костромской «Спартак». Вскоре перешёл в «Звезду». Через полгода стал футболистом московского «Торпедо». В сезоне 2013/14 провёл шесть матчей и забил один мяч. Его дебют в премьер-лиге состоялся 9 августа 2014 года в матче против петербургского «Зенита».
23 июля 2015 года подписал контракт с грозненским «Тереком». Соглашение было рассчитано на 4 года. Дебютировал 25 июля 2015 года в матче против «Кубани» (1:1), выйдя на замену вместо Исмаила Айссати на 81-й минуте встречи. В конце июля 2017 года по обоюдному согласию расторг контракт

### «Ростов» и аренда в «Тосно»
28 июля 2017 года заключил контракт с «Ростовом» на правах свободного агента, контракт был подписан по схеме «3+1», откуда сразу был отдан в годичную аренду в «Тосно». За «Тосно» дебютировал 30 июля 2017 в матче 3 тура чемпионата России против «Зенита» (0:1), выйдя на замену на 63 минуте вместо Георгия Мелкадзе. Первый мяч за «Тосно» забил 4 марта 2018 года в матче 21 тура против «СКА-Хабаровска» (1:0). В составе клуба из Ленинградской области выиграл Кубок России 2017/18, в финале стал автором победного гола. После окончания аренды вернулся в «Ростов».
За «Ростов» дебютировал 28 июля 2018 года в матче 1 тура против «Ахмата» (1:0), выйдя на замену на 63 минуте вместо Дмитрия Скопинцева. Провёл за ростовскую команду первые три тура чемпионата 2018/19, выходя на замену в середине — концовке второго тайма. 16 августа 2018 года был признан болельщиками клуба лучшим игроком матча против «Крыльев Советов» (0:1).

#### Аренда в «Арсенал» (Тула)
31 августа 2018 года был отдан в аренду до конца сезона в тульский «Арсенал». Дебютировал за туляков 2 сентября 2018 года в матче 6 тура против красноярского «Енисея» (0:0), выйдя на замену на 75 минуте вместо Сергея Ткачёва. Свой первый мяч за «Арсенал» забил 21 октября 2018 года в матче 11 тура против московского «Спартака» (3:2). За «Арсенал» провёл 23 матча в чемпионате России и 6 в Кубке России, забил в чемпионате 6 мячей и 2 в Кубке. По итогам сезона туляки заняли 6 место и получили право сыграть в Лиге Европы, начав со 2-го квалификационного раунда. Сезон 2018/2019 стал для Мирзова лучшим в карьере и за свою удачную игру за тульскую команду он впервые получил вызов в сборную России, но за неё не дебютировал.

### «Спартак» (Москва)
18 июля 2019 года перешёл в московский «Спартак», контракт был подписан на три года. В новом клубе выбрал себе «9» игровой номер, который был свободен после продажи Зе Луиша. Дебютировал 27 июля в гостевом матче 3-го тура чемпионата России против «Тамбова» (0:2), вышел на замену на 65-й минуте вместо Эсекьеля Понсе. Первый мяч за «Спартак» забил 14 марта 2020 года в гостевом матче 22-го тура чемпионата России против «Оренбурга» (3:1) на 94-й минуте матча с передачи Джордана Ларссона. Всего в сезоне 2019/20 за «Спартак» провёл 26 матчей, забил 1 мяч и отдал 2 голевые передачи.
Перед сезоном 2020/21 уступил свой 9-й игровой номер новичку команды Александру Кокорину, а сам стал выступать под 77-м номером. Всего за «Спартак» выступал с 2019 по 2022 год, проведя 33 матча и забив один мяч.

### «Химки»
2 октября 2020 года перешёл на правах аренды в «Химки», арендное соглашение рассчитано до конца сезона 2020/21. 4 октября 2020 года в гостевом матче 10-го тура чемпионата России против московского «Локомотива» (1:2) дебютировал за «Химки», выйдя на замену на 65-й минуте матча вместо Ильи Кухарчука. Свой первый мяч за подмосковную команду забил 17 октября 2020 года в домашнем матче 11-го тура против своего бывшего клуба — московского «Спартака» (3:2) на 48-й минуте матча с передачи Ильи Кухарчука. 25 октября 2020 года в гостевом матче 12-го тура против «Ростова» (2:0) на 91-й минуте забил мяч и помог своей команде одержать победу. 8 ноября 2020 года в гостевом матче 14-го тура против «Рубина» (2:0) на 48-й минуте забил мяч. 6 декабря 2020 года в гостевом матче 17-го тура против московского ЦСКА (2:2) на 51-й минуте забил мяч.
12 марта 2021 года в домашнем матче 22-го тура против «Ростова» (1:0) на 49-й минуте реализовал пенальти и помог своей команде одержать вторую победу в сезоне над клубом из Ростова-на-Дону, также был признан лучшим игроком этого матча. 19 марта 2021 года в гостевом матче 23-го тура против «Рубина» (3:1) на 20-й минуте реализовал пенальти, а на 28-й минуте сделал голевую передачу на Павла Могилевца и помог своей команде одержать вторую победу в сезоне над клубом из Казани, также был признан лучшим игроком этого матча. Всего в сезоне 2020/21 провёл 19 матчей во всех турнирах и забил 6 мячей. После окончания арендного соглашения вернулся в «Спартак».
7 сентября 2021 года был снова арендован подмосковной командой до конца сезона 2021/22. Первый матч после возвращения провёл 18 сентября 2021 года против «Уфы» (2:3). 5 декабря 2021 года забил свой первый мяч после возвращения в ворота тульского «Арсенала» (1:2). Всего в сезоне 2021/22 провёл за «Химки» во всех турнирах 20 матчей и забил три мяча.
3 июня 2022 года член наблюдательного совета «Химок» Роман Терюшков объявил о том, что клуб выкупил права на Мирзова.

### «Нефтчи»
6 сентября 2023 года перешёл в азербайджанский «Нефтчи», подписав однолетний контракт.

### Возвращение в «Химки»
24 июня 2024 года вернулся в «Химки». 21 июля 2024 года сыграл в домашнем матче первого тура против махачкалинского «Динамо» (1:1). Против него дважды фолил Антон Крачковкский, из-за чего в ворота махачкалинского «Динамо» были назначены два пенальти (на 22 и 38 минутах), но «Химки» не забили ни один из них.

## Карьера в сборных
14 мая 2019 года впервые попал в расширенный состав сборной России на матчи отборочного турнира Евро-2020 против Сан-Марино и Кипра. 23 мая 2019 попал в окончательный список игроков, которые были вызваны для подготовки к отборочным матчам чемпионата Европы 2020 года. 8 июня 2019 года впервые попал в заявку сборной России в матче отборочного турнира Евро-2020 против сборной Сан-Марино (9:0), однако на поле не вышел.

## Достижения

### Командные
«Торпедо» (Москва)
- Бронзовый призёр первенства ФНЛ: 2013/14

«Тосно»
- Обладатель Кубка России: 2017/18

### Личные
- В списках 33 лучших футболистов чемпионата России: № 3 — 2018/19

## Статистика
| Выступление        | Выступление      | Выступление      | Лига | Лига | Кубок | Кубок | Еврокубки | Еврокубки | Прочее | Прочее | Итого | Итого |
| Клуб               | Лига             | Сезон            | Игры | Голы | Игры  | Голы  | Игры      | Голы      | Игры   | Голы   | Игры  | Голы  |
| ------------------ | ---------------- | ---------------- | ---- | ---- | ----- | ----- | --------- | --------- | ------ | ------ | ----- | ----- |
| Спартак-Нальчик    | ФНЛ              | 2012/13          | 1    | 0    | 0     | 0     | —         | —         | —      | —      | 1     | 0     |
| Спартак-Нальчик    | Итого            | Итого            | 1    | 0    | 0     | 0     | —         | —         | —      | —      | 1     | 0     |
| Спартак (Кострома) | Второй дивизион  | 2012/13          | 7    | 0    | 0     | 0     | —         | —         | —      | —      | 7     | 0     |
| Спартак (Кострома) | Итого            | Итого            | 7    | 0    | 0     | 0     | —         | —         | —      | —      | 7     | 0     |
| Звезда (Рязань)    | ПФЛ              | 2013/14          | 16   | 2    | 6     | 2     | —         | —         | —      | —      | 22    | 4     |
| Звезда (Рязань)    | Итого            | Итого            | 16   | 2    | 6     | 2     | —         | —         | —      | —      | 22    | 4     |
| Торпедо (Москва)   | ФНЛ              | 2013/14          | 6    | 1    | 0     | 0     | —         | —         | 0      | 0      | 6     | 1     |
| Торпедо (Москва)   | Премьер-лига     | 2014/15          | 26   | 1    | 1     | 0     | —         | —         | —      | —      | 27    | 1     |
| Торпедо (Москва)   | Итого            | Итого            | 32   | 2    | 1     | 0     | —         | —         | 0      | 0      | 33    | 2     |
| Терек              | Премьер-лига     | 2015/16          | 5    | 0    | 0     | 0     | —         | —         | —      | —      | 5     | 0     |
| Терек              | Премьер-лига     | 2016/17          | 8    | 0    | 0     | 0     | —         | —         | —      | —      | 8     | 0     |
| Терек              | Итого            | Итого            | 13   | 0    | 0     | 0     | —         | —         | —      | —      | 13    | 0     |
| → Тосно            | Премьер-лига     | 2017/18          | 20   | 2    | 5     | 1     | —         | —         | —      | —      | 25    | 3     |
| → Тосно            | Итого            | Итого            | 20   | 2    | 5     | 1     | —         | —         | —      | —      | 25    | 3     |
| Ростов             | Премьер-лига     | 2018/19          | 3    | 0    | 0     | 0     | —         | —         | —      | —      | 3     | 0     |
| Ростов             | Итого            | Итого            | 3    | 0    | 0     | 0     | —         | —         | —      | —      | 3     | 0     |
| → Арсенал (Тула)   | Премьер-лига     | 2018/19          | 23   | 6    | 6     | 2     | —         | —         | —      | —      | 29    | 8     |
| → Арсенал (Тула)   | Итого            | Итого            | 23   | 6    | 6     | 2     | —         | —         | —      | —      | 29    | 8     |
| Спартак (Москва)   | Премьер-лига     | 2019/20          | 21   | 1    | 1     | 0     | 4         | 0         | —      | —      | 26    | 1     |
| Спартак (Москва)   | Премьер-лига     | 2020/21          | 1    | 0    | 0     | 0     | —         | —         | —      | —      | 1     | 0     |
| Спартак (Москва)   | Премьер-лига     | 2021/22          | 5    | 0    | 0     | 0     | 1         | 0         | —      | —      | 6     | 0     |
| Спартак (Москва)   | Итого            | Итого            | 27   | 1    | 1     | 0     | 5         | 0         | —      | —      | 33    | 1     |
| → Химки            | Премьер-лига     | 2020/21          | 17   | 6    | 2     | 0     | —         | —         | —      | —      | 19    | 6     |
| → Химки            | Премьер-лига     | 2021/22          | 19   | 3    | 1     | 0     | —         | —         | 1      | 1      | 21    | 4     |
| Химки              | Премьер-лига     | 2022/23          | 24   | 4    | 3     | 0     | —         | —         | —      | —      | 27    | 4     |
| Химки              | Итого            | Итого            | 60   | 13   | 6     | 0     | —         | —         | 1      | 1      | 67    | 14    |
| Всего за карьеру   | Всего за карьеру | Всего за карьеру | 202  | 26   | 25    | 5     | 5         | 0         | 1      | 1      | 233   | 32    |

1. ↑  Стыковые матчи за право играть в Премьер-лиге.